# Лоскутов, Александр Евгеньевич
Алекса́ндр Евге́ньевич Ло́скутов (род. 26 мая 1950, Днепродзержинск) — советский и украинский травматолог. Заведующий кафедрой ортопедии и травматологии Днепропетровской государственной медицинской академии, директор клиники в областной больнице имени Мечникова, профессор, доктор медицинских наук. Председатель Днепропетровского общества ортопедов-травматологов.

## Биография
Окончил Днепропетровский медицинский институт, проходил специализацию по специальности «травматология и ортопедия». В 1982 году защитил кандидатскую диссертацию на тему: «Множественные переломы, переломовывихи плюсневых костей и их лечение», в 1991 году — докторскую на тему: «Хирургическое лечение застарелых повреждений голеностопного сустава».
С 1991 года заведует кафедрой ортопедии и травматологии Днепропетровской государственной медицинской академии. В 1992 году ему присвоено учёное звание профессора.

## Научная деятельность
Научное направление — эндопротезирование и восстановительно-реконструктивная хирургия суставов, восстановительная хирургия кисти. Автор 202 научных работ и 34 изобретений.

## Преподавательская деятельность
Под руководством А. Е. Лоскутова выполнены 1 докторская и 5 кандидатских диссертаций.

## Награды
- лауреат Государственной премии Украины в области науки и техники за разработку и внедрение в медицинскую практику реконструкционно-восстановительных операций на больших суставах при их повреждениях и ортопедических заболеваниях (1996)[2][3]
- Заслуженный деятель науки и техники Украины (1998)
- Член-корреспондент Национальной академии медицинских наук (2012 г.)